# Kärlekens historia
Kärlekens historia (originaltitel: The History of Love) är en roman från 2005 skriven av Nicole Krauss. Den gavs ut i svensk översättning 2006. 

## Handling
Leo Gursky är en gammal låssmed med inkontinens. En gång i tiden skrev han en bok med titeln 'Kärlekens historia' som han tror aldrig blev tryckt. Nu på ålderns höst så tycker han att det känns som om han försvinner. Han bestämmer sig för att försöka göra något åt situationen genom att försöka synas. Han gör scener på offentliga platser, han bråkar med brevbärare och poserar naken för en konstklass som övar på kroki; allt för att undvika att dö "på en dag när jag inte synts."
Alma Singer är en tonårs-tjej som försöker hålla ihop sin familj efter att hennes fader dött. Namngiven efter huvudpersonen i 'Kärlekens historia' försöker Alma att stödja sin mor (som just blivit förfrågad om att översätta 'Kärlekens historia' från spanska) samt hjälpa sin bror så att han inte ska bli totalt socialt missanpassad paria. Pippi, som brodern heter, har fått för sig att han är en lamed vovnik, en av trettiosex i varje generation vilka enligt judisk tro axlar världens öde.